# 嶺南方言
嶺南方言（れいなんほうげん）は、福井県嶺南地方（旧若狭国および敦賀市）で話される日本語の方言の総称である。近畿方言の一種であるが、北陸方言の要素も持つ。若狭地方で話される方言は若狭弁（わかさべん）と呼ばれる。

## 概要
同じ県内の嶺北方言（いわゆる福井弁）が北陸方言に分類されるのに対し、嶺南方言は近畿方言に分類され、嶺北よりも舞鶴弁や京言葉（京都府）、江州弁（滋賀県）に近いとされる。これは、嶺北地方との間には交通の難所である木ノ芽峠があり、交流が妨げられていたのに対し、丹後国・近江国・京都との間には比較的難所が少なく、西近江路や鯖街道などを介して、近江・京都方面の日本海の玄関口として栄えたためである。高浜虚子も「萩やさし敦賀言葉は京に似て」という歌を詠んでいる。敦賀市は旧若狭国ではなく旧越前国であるが、通行の難所である木ノ芽峠の南側に位置し、江戸時代には小浜藩やその支藩である敦賀藩が統治していたこともあり、方言に限らず、文化的・経済的に若狭地方との結びつきが強い。
方言学者の佐藤茂は、嶺南方言を東部方言（敦賀市・美浜町・若狭町）と西部方言（小浜市・おおい町・高浜町）に大きく分け、両者に甚だしい差異はないものの、西部方言ほど京都・大阪的要素が多々見られ、東部方言は嶺北方言的な要素がしばしば見られると指摘している。特に小浜市とその近郊の方言は鯖街道を通じて京言葉の影響を強く受けているが、中舌母音が見られる点は京言葉と大きく異なる。
若い世代では共通語化に加えて関西共通語化も見られ、「こーへん（＝来ない）」のような京阪神の新しい形式が流入してきている。

## 音声
国立国語研究所の『日本言語地図』によると、イ段母音に中舌母音 [ï] が見られる。このような傾向は北陸方言に特徴的である。
アクセントに関しては、無アクセントが広く分布する嶺北地方とは異なり、京阪式アクセントが広く分布する。ただし、舞鶴市から連続して高浜町に垂井式アクセントが分布し、嶺北に隣接する敦賀近郊では式の区別が曖昧になっている。また平山輝男は、遠敷・三方、敦賀、東浦、高浜の4種類の音調があると指摘している。文節末が揺れる北陸特有の間投イントネーション（ゆすり音調）は、嶺北方言と同じく嶺南方言でも用いられる。

## 表現
文法・語彙ともに近畿方言と共通するものが多いが、特に語彙において北陸方言と共通するものも見られる。
- 嶺北方言では存在動詞に「いる」、アスペクト形式に「…てる」を用いるのに対して、嶺南方言では「おる」、「…とる」を用いる[2]。「いる」「…てる」は京都府南部や滋賀県にも分布する形式で、嶺南によって分布域が分断されている。
- 嶺南の東西ではっきりした違いがみられる文法形式に使役の助動詞があり、東部では「やす」、西部では「さす」を用いる（五段動詞に接続する場合は東西ともに「す」）[6]。
  - （例）みやす、みさす（見させる）
- 断定の助動詞は西部では「や」のみを用いるが、東部では「や」と「じゃ」を併用する[7]。嶺北同様、「大根や→大根にゃ」のように「や」が「にゃ」となることがある（小浜市・上中町など）[7]。
- 近畿一般では仮定に「書いたら」のように「たら」を多用するが、嶺南では「たら」は稀で、「書けば」「書きゃ」のように「ば」またはその変形が一般的である[8]。
- 近畿一般では稀なサ行イ音便が嶺南では広く見られる。また、マ行「飲む」でウ音便が散見される[9]。
  - （例）だいた（出した）、おといた（落した）、のーだ（飲んだ）
- 否定の助動詞には以下の形式が見られる（「書く」「見る」「寝る」「来る」「する」を例とする）。「…せん」「…やせん」は西部に多く、特に「やせん」は高浜町に多い。過去形は「…なんだ」となり、西部を中心に「…へなんだ」も見られる。[10]
  - かかん、みん、ねん、こん、せん
  - かかせん、みせん／みやせん、ねせん／ねやせん、きやせん、しやせん
  - かかへん、みへん、ねへん、きやへん、しへん／しやへん
- 尊敬の助動詞には以下の形式が見られる（「書く」「見る」「寝る」「来る」「する」を例とする）[11]。「読んでじゃ」のように「て+断定」がやや敬意を込めた表現として現れることもあるが[7]、舞鶴ほど盛んではない。京都や大阪で盛んな「はる」は見られない。
  - かかれる、みられる、ねられる、こられる、される
  - かか（っ）しゃる、みや（っ）しゃる、ねや（っ）しゃる、きや（っ）しゃる、しや（っ）しゃる
  - かかんす、みやんす／みやす、ねやんす／ねやす、きやんす／きやす、さんす／しやんす
  - かきな（あ）る、みな（あ）る、ねな（あ）る、きな（あ）る、しな（あ）る
  - かきなはる、みなはる／みやはる、ねなはる／ねやはる、きなはる／きやはる、しなはる／しやはる
  - かきなさる、みなさる、ねなさる、きなさる、しなさる
- 原因「から」に相当する接続助詞は「さかい」（「さけ（え）」とも言う）が優勢で、「ので」に相当する接続助詞「で」も全域で用いる[12]。
- 一人称は男性では「わし」が一般的だが、嶺北と共通する「うら」も広く見られる。女性は「わたい」や「うち」を用いるほか、年配層では「わし」も時に用いる。[13]
- 二人称では男女差はさほどなく、敬体では「あんたさん」「あんさん」、常体では「あんた」「おまえ」「おめ（え）」「きみ」「きさま」「われ」などを用いる。特殊なものに「そち」（大飯町岡安、小浜市高塚、美浜町新庄）、「くわた」（三方町常神）がある。明確な目下への二人称には「おどれ」（大島、美浜町丹生）、「おまや」（名田庄村、納田終、美浜町佐柿）、「あばん」（名田庄村三重）などがある。複数の二人称には西部では「わいら」、東部では「あんたら」が多い。[13]
- 「捨てる」に相当する語には地域差があり、高浜町や大飯町では「ほかす」、小浜市や名田庄村では「ほる」をよく用いるが、敦賀市や美浜町では「ほかす」も「ほる」もあまり見られない[1]。

## 高浜弁
高浜弁（たかはまべん）は、大飯郡高浜町で用いられる若狭弁の一種である。高浜町は福井県最西南端にあって京都府（旧丹後国）に隣接するため、古くから京都の影響を受け、京言葉から高浜の言葉が生まれたとされる。江戸時代には武士・商人・農民・漁民・やくざなど、階層によってそれぞれ異なる言葉があった。明治時代になると役人は武士と商人の中間言葉を用い、伝統を守る商家はあくまで商人言葉を用いた。ただ農民と漁民だけが大正・昭和の初期まで地方独自の言葉を用いた。山間部と海岸部では多少の相違がある。交通が盛んになりラジオやテレビの影響もあって、また最近は特に観光地となっていることから、昔からの高浜弁はだんだんと用いられなくなった。

### 特徴
独特のイントネーションや語尾を持つ。イントネーションで有名なのは「トンネル」の発音である。とんねるずを発音する要領で「トンネル」と発音する。このような4文字の名前の呼び方が高浜独特とされ、最初の文字を特別強く発音する傾向にある。
語尾でよく使われるのは「～ど」「～うぇ～や」「～にゃ～」「～がな」「～わいや」「～けえど」。これらはその場その場の感情に応じて自然に使い分けられている。（※例：知らないと言う時に「知らんど」「知らんうぇ～や」「知らんにゃ～」「知らんがな」「知らんわいや」「知らんけえど」など複数の表現がある）
また、敬語「なある」なども語尾に頻繁に使われ、JR若狭高浜駅にある「高浜市場 きなーれ」という名称もこの方言が由来となっている。
言葉の間に「ん」や「っ」がつくことも特徴である（「きんのう」「まんだ」「たんまに」「ふっきん」「へっこむ」など）。
高浜弁の中でも最も顕著な言葉に「なんど」がある。これは人に呼ばれて返答する時に用いる「なんど」（共通語訳：なんだい）だが、他の方言にも見られるように、そのイントネーションや繰り返す回数によって、喜怒哀楽などの感情表現が出来る。

### 高浜弁一覧（五十音順）
（昭和60年　高浜町発刊「高浜町誌」より抜粋）

#### あ行
- アイ・・・鮎
- アイカゼ・・・北風
- アガク・・・せかせかする
- アガラシ、アガリト・・・上り端
- アカンガナ・・・だめだよ
- アクタラ・・・あくほど
- アケスケ・・・ありのまま言う
- アコロブ・・・赤くなる・熟する
- アサイ・・・朝食
- アサマ・・・朝
- アタブガワルイ・・・しゃくにさわる
- アタンカワ・・・それ見たことか
- アドメル・・・片付ける
- アネヤン・・・あねさん
- アノウー・・・発語
- アノネヤカ・・・あのね
- アノヨー・・・発語
- アバン・・・おばさん
- アブネエ・・・あぶない
- アマエベス、アマチン・・・甘えっ子
- アメネブラス・・・甘語でなびかす
- アモ・・・もち
- アラヘンガナ・・・ありゃしないよ
- アロテ・・・洗って
- アンケラカン・・・ぼけているさま
- アンジョー・・・ぐわいよく
- アンガナ・・・あるよ
- アンダケ・・・あるだけ
- アンバヨウ・・・上手に
- アンヤン・・・にいさん
- イオ・・・魚
- イカイコト・・・たくさん
- イカヘンノコ・・・いかないかい
- イガム・・・ゆがむ
- イカンカイヤ・・・いかないか
- イキナリサンパチ・・・成り行きにまかせる
- イキナンノヤ・・・行きなさるのか
- イグチナイ・・・気の毒な
- イゲチナイ・・・いじらしい
- イケ・・・井戸
- イシナ・・・石
- イタメンコ・・・あんこ
- イッケ・・・親類・仲間
- イヌ・インデクル・・・かえる
- イノカイヤ・・・帰ろうか
- イノク・・・動く
- イノル・・・かえる
- イマキ・・・腰巻き
- イモクシ・・・あばた
- イヤテータラ・・・いやだよ
- イレモン・・・入れ物
- インゲンコク・・・自慢する
- ウジャル・・・たくさんのこと
- ウッチャラカス・・・ほったらかす
- エー・・・嘔吐のこと
- エーガナ・・・よいよ
- エガム・・・曲がる
- エゲチナイ・・・人情味なし
- エゴイ・・・えらがらい
- エベス・・・えびす
- エベタレ・・・いつでも
- エーモン・・・めずらしいもの
- エーワイヤ・・・いいよいいよ
- エンペエツ・・・鉛筆
- オイデナ・・・いらっしゃい
- オイナ・・・あいよ
- オイヤ・・・そうだ
- オオカメ・・・狼
- オクレナサレ・・・ください
- オーサワ・・・大げさ
- オジボン・・・次男坊
- オセエテ・・・教えて
- オチョバイ・・・中古
- オッチン・・・正座・座る
- オッツケ・・・間もなく
- オットル・・・落ちている
- オトコシ・・・男の仕事・奉公人
- オナゴシ・・・女の仕事し
- オトロシイ・・・恐ろしい
- オナベ・・・牝牛
- オービラ・・・公然
- オボタエ・・・おもい
- オメィーデ・・・しきりに
- オモエデ・・・しきりに
- オモシエー・・・面白い
- オモッテケー・・・おごってくれ
- オモワナンダ・・・思っていなかった
- オンジャン・・・おじさん
- オロー・・・おどろきの発音

#### か行
- カー・・・残念な時、また落胆したときに発する。語尾の長さで感情の大きさが分かるのが特徴。
- カイカイ・・・かゆいかゆい
- カイモン・・・かゆいもの
- カイサマ・・・さかさま
- カイル、ガイル・・・蛙
- カカン・・・母親
- カゴム・・・かがむ
- ガサイ・・・荒々しい
- カザカグ・・・香をかぐ
- ガッソウ・・・髪の毛の伸びたさま
- カナグモン・・・五徳
- ガナル・・・大声でわめく
- カナン・・・こまる。かなわん。
- ガニ・・・かに
- カブト・・・木の切り株
- ガモジョウ・・・お化け
- カヤル・・・ひっくりかえる
- カラツ・・・叩き落とす
- カリサン・・・モンペ
- カワセニスル・・・贈答をやめる（申し合わせ）
- ガンオケ・・・棺桶
- ガンタクレ・・・わんぱく者
- ガンド・・・大鋸
- キチャナイ・・・汚い
- キナーレ・・・おいで
- キビショ・・・きゅうす
- キャースイ・・・海水
- キャモン・・・かいもん
- キャール・・・帰る
- ギョウサン・・・たくさん
- キョウトイ・・・こわい
- キリモン・・・着物
- キンニョ・・・金魚
- キンノウ・・・昨日
- グシガワルイ・・・具合が悪い
- クスバイ・・・くすぐったい
- クスボル・・・不完全燃焼　けむる
- クダイ・・・ください
- クチアゲ・・・吐き戻す
- クチナワ・・・へび。口縄。
- クチビラ・・・唇
- クラガス・・・叩く・なぐる
- ケンナ・・・くださいな
- ケセロ・・・煙管
- ケツネ・・・きつね
- ケツマクル・・・破談にする
- ケード・・・だけど
- ～ゲナ・・・～そうな
- ケナリイ・・・うらやましい
- ゲンクソがわるい・・・気持ちが悪い
- コウシャ・・・上手
- ゴエゴエ・・・たくさん
- コーテ・・・買って
- ゴーガワイタ・・・はらがたった
- ゴクツブシ・・・徒食者
- コグリ・・・カワハギ
- コケラ・・・木片
- コーコ・・・沢庵漬
- コーザイ・・・生意気
- コジケル・・・冷たくなる
- コソバイ・・・くすぐったい
- コットイ・・・牡牛
- コトワリノコンニ・・・断りに限りをつくす
- コバル・・・我慢する
- コンダ・・・今度
- コンダケ・・・これだけ
- コンナー・・・来ればいいよ
- ゴンボ・・・ごぼう

#### さ行
- サイサイ・・・しょっちゅう
- サイサカイ・・・そうだから
- サイヤー・・・そうだ
- サーエーワ・・・あきれかえった時に使われる言葉
- サカムカエ・・・代表者を村境に迎える
- サシデル・・・でしゃばる
- サス・・・咲く
- サデマクル・・・乱暴する
- サノボリ・・・田植後の体祝
- サブシイ・・・さびしい
- サミサミ・・・すごく寒い
- サラッパチ・・・新調品
- ジェッタイ・・・ぜったい
- シェミ・・・蝉
- ジェンジェン・・・全然
- シェンシェイ・・・先生
- シェンダク・・・洗濯
- シェンノコ・・・しないのか
- シカエル・・・交換する
- シッパリ・・・おそくまで
- シテケエ・・・してくれ
- シトイモン・・・単衣
- シトランカイヤ・・・していなさい
- シトル・・・している
- シナーレ・・・して下さい
- シノビダケ・・・しのぶだけ
- ジバン・・・じゅばん
- シメシ・・・おむつ
- シャカン・・・左官
- シャサカイ・・・だから
- シャシャ・・・そうそう
- シャビトル・・・錆びている
- シヨ・・・塩
- ジャラケル・・・ふざける
- シュム・・・しみる
- ジャマナイコ・・・別状ないか
- ショウケ・・・ざる
- ショシャ・・・所作
- シラメ・・・しらみ
- ジルイ・・・ぬかるみ
- スイット・・・すべて・全部
- ズクシ・・・熟柿
- スコイ・・・ずるい
- ズルズルベッタリ・・・物事が進行せずそのままの状態
- ズッキン・・・ずきん
- ステバチ・・・破れかぶれ
- ストーント・・・まっすぐの形容
- スルテート・・・そうだから
- セガム・・・責め求める
- セゴス・・・いじめる
- セセル・・・つき掘る
- セナ・・・するな
- セナイナ・・・やめよ
- センカイヤ・・・やりなさい
- セバイ・・・せまい
- セブル・・・ねだる
- セーセー・・・してもよい
- ゼン・・・銭。
- セングリ・・・順々に
- センチ・・・便所。雪隠。
- センド・・・ながらく
- ソウシナルカ・・・そうしなさるか
- ソウドウ・・・めちゃくちゃ
- ソウヤケード・・・そうだけれど
- ソウヤサカイ・・・そうだから
- ソウヤトコト・・・そのとおりだよ
- ソウヤナイナ・・・そうだよ
- ソンデ・・・それで
- ソンナラ・・・それでは

#### た行
- タアライ・・・たらい
- ダエタエ・・・だいたい
- タカル・・・寄り集まる
- タク・・・煮る
- タケバエ・・・竹棒
- タシナイ・・・乏しい
- タトム・・・たたむ
- タノキ・・・たぬき
- タバウ・・・貯える
- タボコ・・・たばこ
- ダンネエ・・・よろしい
- ダンナシ・・・金持ち（檀那衆）
- タンノウ・・・あきあきする
- タンマニ・・・稀に
- チイチャイ・・・小さい
- チイト・・・少し
- チイトマ・・・しばらく
- チガウガナ・・・ちがっているよ
- チビタイ・・・つめたい
- チビット・・・少し
- チビル・・・出し惜しみ
- ヂベタ・・・地面
- チャッチャムチャカ・・・無茶苦茶
- チョーキイテケエヤ・・・ちょっと聞いてくれよ
- チョウズ・・・便所または小便
- チョゲル・・・ふざける
- チョロコイ・・・弱い
- ツキヤー・・・つかい
- ツクバル・・・かがむ
- ツツイッパイ・・・過不足なし
- ツメクル・・・つめる
- ツンニイク・・・釣りに行く
- トイ・・・とゆ
- ドウナライヤ・・・どうだい
- ドクショ・・・大変必要以上
- ドコゾウ・・・どこか
- ドコヘイキナンノヤ・・・どこへ行きなさるんだい
- ドコヘイクンド・・・どこへ行くんだい
- ドサガス・・・なぐる
- トックリ・・・充分に
- トットク・・・しまっておく
- ドヤス・・・なぐる
- ドロクタ・・・わんぱく者、やんちゃ者（高浜というより小浜弁）
- ドンナラズ・・・わんぱく者
- ドンナンド・・・どうしたの
- トンビン・・・どび
- ドンブク・・・どてら

#### な行
- ナガタナ・・・包丁
- ナニガイヤ・・・なんだよ
- ナマラーハンジャク・・・よいかげん
- ナンゾウ・・・おやつ
- ナンドウ・・・なんだよ
- ナンニモ・・・なにも
- ナンヤロ・・・何だろう
- ニイ・・・兄さん（年配者が名前を知らない男性を呼ぶ時に使う）
- ニシゲ・・・北西風
- ニチャクル・・・汚らしくつける
- ニンヤカ・・・にぎやか
- ネエガナ・・・ないよ
- ネエヤ・・・そうだろう
- ネキ・・・そば
- ネジクル・・・ねじつける
- ネッカラ・・・少しも・みじんも
- ネトコロ・・・寝床
- ネブタイ・・・ねむい
- ネヤカ・・・ねーそうだろう
- ノグ・・・脱ぐ
- ノタ・・・波
- ノッペタイラ・・・そこらじゅういっぱい
- ノラ・・・田畑
- ノラクラモン・・・怠け者
- ノンナーヘンカ・・・お乗りにならないか

#### は行
- バイ・バエ・・・棒きれ
- バイタ・・・割木
- バエキン・・・ばいきん
- ハシカイ・・・いたかゆい
- ハシキャエヤツ・・・すばやい奴
- ハシッポ・・・端
- バラス・・・おごる
- ハソバ・・・合間
- ハタガミ・・・雷
- バッチャナイナ・・・ばちがあたったのだ
- ハナゴ・・・はなお
- ハマル・・・落ち込む
- ハモト・・・浜辺
- バンゲ・・・晩
- ビイ・・・女の子
- ヒザボン・・・ひざぼし
- ビジョダレ・・・みぞれ
- ヒダルイ・・・おなかがすいた
- ヒッチャック・・・ねばりつく
- ヒトカタケ・・・一飯（食）
- ヒトノッペ・・・一面
- ヒボ・・・紐
- ビヤ・・・びわ
- ヒンネ・・・昼寝
- フクロ・・・ほくろ
- フクロベ・・・ほころび
- フゲタガワルイ・・・気分をそこなう
- フッキン・・・ふきん
- フデケ・・・不出来
- ヘーカマス・・・盗む
- ベコ・・・牛の子
- ヘコル・・・座る
- ヘサエル・・・おさえつける
- ヘシャガル・・・つぶれる
- ヘタ・・・南風
- ベタ・・・牛車
- ヘチャ・・・ぶきりょう
- ヘッコム・・・へこむ
- ベトクリ・・・最後
- ヘベタイ、ヘラタイ・・・平らな
- ボイダス・・・追い出す
- ホウケモノ・・・ばかみたい
- ボウマイ・・・大忙し・忙しい。まうほど
- ホーコ・・・そうかい
- ホゼル・・・掘ること
- ホタヘル・・・暴れる
- ボチケル・・・もげる
- ホータロ・・・ほたる
- ホドガワルイ・・・きまりが悪い
- ホーベタ・・・頬面
- ホヤケド・・・そうだけれど
- ボル・・・漏る。木の実を摘む
- ホンデモ・・・それでも
- ホンナラ・・・それでは

#### ま行
- マイ・・・まゆ
- マエダレ・・・まえかけ
- マエード・・・まいど
- マネクソ・・・極僅少
- マバイイ・・・まばゆい
- マルコイ・・・丸い
- マンダ・・・まだ
- ミナーレ・・・見てください
- ミミチイ・・・けちけちすること
- ミーヤー・・・見なさい
- ミヤンシタ・・・見なさった
- ミンカイヤ・・・見なさい
- ミンナー・・・見なさい
- ムサクレル・・・もつれる
- ムサブル・・・結べる
- ムサンコ・・・むやみ
- ムネクソ・・・腹立ち
- メエー・・・わかめ
- メカチン・・・目が悪い
- メグ・メシャグ・・・こわす
- メゲル・・・壊れる
- メンタ・・・雌
- メンドイ・・・見にくい
- メンメンコ・・・各自めいめい
- モウテキタ・・・もらってきた
- モチヤゲル・・・持ち上げる
- モットイ・・・もとゆい
- モモタ・・・腿
- モンドリキル・・・ひっくり返る

#### や行
- ヤアット・・・たくさん
- ヤウチ・・・友達・知人の内
- ヤグイ・・・弱い
- ヤグサイ・・・こげくさい
- ヤッカン・・・やかん
- ヤマコ・・・意地をはる・頑固な様子を指して言う
- ヤロイナ・・・やろうじゃないか
- ユキシマ・・・行きがけ
- ユサブル・・・ゆする
- ユスグ・・・すすぐ
- ユミガアケル・・・忌明
- ユモジ・・・腰巻き
- ユワシ・・・いわし
- ユンベ・・・昨夜
- ヨウセン・・・出来ないこと
- ヨクセキ・・・よくよく
- ヨーケ・・・たくさん
- ヨサリ・・・夜
- ヨソノ・・・外の・他家の
- ヨダチ・・・夕立
- ヨヌケ・・・夜逃げ
- ヨバセン・・・呼ばない
- ヨバレル・・・ご馳走になる
- ヨンノウ・・・すっかり

#### ら行
- ランガイットル・・・大騒ぎしていたり、慌ててバタバタしている人などを見て言う言葉。めちゃくちゃな様を指して言うことが多い
- レンゲ・・・すりこぎ
- ロス・・・留守

#### わ行
- ワイラア・・・自分たち
- ワエ・・・僕
- ワタエラ・・・私達
- ワッケモナイ・・・つまらないこと
- ワリカタ・・・割合に

### 使用例
1. 「きんのう、わえのチャリがへーかまされてしもたうぇ～や」
【訳】「昨日、僕の自転車が盗まれてしまったんだよ～」
2. 「ちょ～みんな～わえの話きいてけーやー」
【訳】「ちょっとみんな僕の話を聞いてくれよ」
3. 「なんどおめーなめとんこ」
【訳】「なんだお前、からかっているのか」